# Independent Spirit Awards 2013
La cerimonia di premiazione della 28ª edizione degli Independent Spirit Awards si è svolta il 23 febbraio 2013 sulla spiaggia di Santa Monica ed è stata presentata da Andy Samberg.
Le nomination sono state rese note il 27 novembre 2012.

## Vincitori e candidati
I vincitori sono indicati in grassetto, a seguire gli altri candidati.

### Miglior film
- Il lato positivo - Silver Linings Playbook (Silver Linings Playbook), regia di David O. Russell
- Re della terra selvaggia (Beasts of the Southern Wild), regia di Benh Zeitlin
- Bernie, regia di Richard Linklater
- Keep the Lights On, regia di Ira Sachs
- Moonrise Kingdom - Una fuga d'amore (Moonrise Kingdom), regia di Wes Anderson

### Miglior attore protagonista
- John Hawkes - The Sessions - Gli incontri (The Sessions)
- Jack Black - Bernie
- Bradley Cooper - Il lato positivo - Silver Linings Playbook (Silver Linings Playbook)
- Thure Lindhardt - Keep the Lights On
- Matthew McConaughey - Killer Joe
- Wendell Pierce - Four

### Miglior attrice protagonista
- Jennifer Lawrence - Il lato positivo - Silver Linings Playbook (Silver Linings Playbook)
- Linda Cardellini - Return
- Emayatzy Corinealdi - Middle of Nowhere
- Quvenzhané Wallis - Re della terra selvaggia (Beasts of the Southern Wild)
- Mary Elizabeth Winstead - Smashed

### Miglior regista
- David O. Russell - Il lato positivo - Silver Linings Playbook (Silver Linings Playbook)
- Wes Anderson - Moonrise Kingdom - Una fuga d'amore (Moonrise Kingdom)
- Julia Loktev - The Loneliest Planet
- Ira Sachs - Keep the Lights On
- Benh Zeitlin - Re della terra selvaggia (Beasts of the Southern Wild)

### Miglior fotografia
- Ben Richardson - Re della terra selvaggia (Beasts of the Southern Wild)
- Yoni Brook - Valley of Saints
- Lol Crawley - Here
- Roman Vas'janov - End of Watch - Tolleranza zero (End of Watch)
- Robert Yeoman - Moonrise Kingdom - Una fuga d'amore (Moonrise Kingdom)

### Miglior sceneggiatura
- David O. Russell - Il lato positivo - Silver Linings Playbook (Silver Linings Playbook)
- Wes Anderson e Roman Coppola - Moonrise Kingdom - Una fuga d'amore (Moonrise Kingdom)
- Zoe Kazan - Ruby Sparks
- Martin McDonagh - 7 psicopatici (Seven Psychopaths)
- Ira Sachs - Keep the Lights On

### Miglior attore non protagonista
- Matthew McConaughey - Magic Mike
- David Oyelowo - Middle of Nowhere
- Michael Peña - End of Watch - Tolleranza zero  (End of Watch)
- Sam Rockwell - 7 psicopatici (Seven Psychopaths)
- Bruce Willis - Moonrise Kingdom - Una fuga d'amore (Moonrise Kingdom)

### Miglior attrice non protagonista
- Helen Hunt - The Sessions - Gli incontri (The Sessions)
- Rosemarie DeWitt -  Your Sister's Sister
- Ann Dowd - Compliance
- Brit Marling - Sound of My Voice
- Lorraine Toussaint - Middle of Nowhere

### Miglior film d'esordio
- Noi siamo infinito (The Perks of Being a Wallflower), regia di Stephen Chbosky
- La sposa promessa (Lemale et ha'halal), regia di Rama Burshtein
- Safety Not Guaranteed, regia di Colin Trevorrow
- Sound of My Voice, regia di Zal Batmanglij

### Miglior sceneggiatura d'esordio
- Derek Connolly - Safety Not Guaranteed
- Rama Burshtein -  La sposa promessa (Lemale et ha'halal)
- Christopher Ford - Robot & Frank
- Rashida Jones e Will McCormack - Separati innamorati (Celeste and Jesse Forever)
- Jonathan Lisecki - Gayby

### Miglior documentario
- The Invisible War, regia di Kirby Dick
- How to Survive a Plague, regia di David France
- Marina Abramović: The Artist is Present, regia di Matthew Akers
- The Central Park Five, regia di Ken Burns, Sarah Burns e David McMahon
- The Waiting Room, regia di Peter Nicks

### Miglior film straniero
- Amour, regia di Michael Haneke
- C'era una volta in Anatolia (Bir zamanlar Anadolu'da), regia di Nuri Bilge Ceylan
- Un sapore di ruggine e ossa (De rouille et d'os), regia di Jacques Audiard
- Sister (L'Enfant d'en haut), regia di Ursula Meier
- Rebelle, regia di Kim Nguyen

### Premio John Cassavetes
- Middle of Nowhere, regia di Ava DuVernay
- Breakfast with Curtis, regia di Laura Colella
- Mosquita y Mari, regia di Aurora Guerrero
- Starlet, regia di Sean Baker
- The Color Wheel, regia di Alex Ross Perry

### Premio Robert Altman
- Starlet, regia di Sean Baker

### Truer Than Fiction Award
- Peter Nicks - The Waiting Room
- Lucien Castaing-Taylor e Véréna Paravel - Leviathan
- Jason Tippet ed Elizabeth Mims - Only the Young

### Producers Award
- Mynette Louie - Stones in the Sun
- Alicia Van Couvering - Nobody Walks
- Derrick Tseng - Prince Avalanche

### Someone to Watch Award
- Adam Leon - Gimme the Loot
- David Fenster - Pincus
- Rebecca Thomas - Electrick Children